# Aya Nakamura
Aya Nakamura, artistnamn för Aya Danioko, född 10 maj 1995 i Bamako, Mali, är en fransk musikartist och låtskrivare. Aya beundrar den japanska karaktären Hiro Nakamura och använder den därför som artistnamn. 

## Biografi
Aya Nakamura är född i Mali, men växte upp i Frankrike och fick franskt medborgarskap. Hon är nu den mest lyssnade franskspråkiga artisten i världen på Spotify.